# 达米恩·詹姆斯
达米恩·马克斯·威廉姆斯·詹姆斯（英語：Damion Marquez Williams James，1987年10月7日—），美国NBA联盟职业篮球运动员。他在2010年的NBA选秀中第1轮第24顺位被亚特兰大鹰选中。

## NBA经历
2010年NBA选秀，达迈-詹姆斯在首轮第24顺位被亚特兰大老鹰选中，但是很快老鹰队就把他交易到了新泽西篮网队，得到了篮网手中的27号和31号选秀权。
2010年7月16日，篮网正式签约达迈-詹姆斯。据悉，合同总共是4年605万美元，其中2010-11赛季为116万，2011-12赛季为124万，2012年夏球队选项。由于脚伤的困扰，达迈-詹姆斯自加盟篮网以来，两个赛季总共也就打了32场比赛，场均上场17.9分钟，得4.5分，3.7篮板。2011-12赛季结束后，篮网没有执行合同中的球队选项。
2012年9月12日，亚特兰大老鹰队与达迈-詹姆斯签订了一份为期一年的合同。
2012年10月28日，老鹰解除了与达迈-詹姆斯的合约。
2013年1月13日，布鲁克林篮网队和前锋达迈-詹姆斯签下了10天合同。
2013年9月13日，丹佛掘金队和达迈-詹姆斯签订一份非保障合同；10月27日，掘金解除了与达迈-詹姆斯的合约。
2014年4月3日，圣安东尼奥马刺队官方宣布，球队正式以10天合同签下了达迈-詹姆斯，他将会身披7号球衣。
2014年4月14日，马刺宣布与前锋达迈-詹姆斯签约至赛季结束。